# Епархия Решени
Епархия Решени (лат. Dioecesis Rrësheniensis) — епархия Римско-Католической церкви с центром в городе Решени, Албания. Епархия Решении входит в митрополию Тираны — Дурреса. Кафедральным собором епархии Решени является церковь Христа — Спасителя Мира.

## История
17 декабря 1996 года Римский папа Иоанн Павел II выпустил буллу Successoris Petri, которой упразднил территориальное аббатство святого Александра в Ороше. На территории упразднённого территориального аббатства была создана новая епархия Решени, которая присоединилась к митрополии Шкодера — Пулта.
25 января 2005 года епархия Решени вошла в митрополию Тираны — Дурреса.

## Ординарии епархии
- епископ Angelo Massafra (7.12.1996 — 28.03.1998) — назначен архиепископом Шкодера;
- епископ Cristoforo Palmieri (5.02.2000 — 15.06.2017);
- епископ Гьергь Мета (с 15.06.2017).

## Источник
- Annuario Pontificio, Libreria Editrice Vaticana, Città del Vaticano, 2003, стр. 766, ISBN 88-209-7422-3
- Булла Successoris Petri (лат.)